# Ctenocompa
Ctenocompa är ett släkte av fjärilar. Ctenocompa ingår i familjen säckspinnare.

## Dottertaxa tillCtenocompa, i alfabetisk ordning[1]
- Ctenocompa adversa
- Ctenocompa agitata
- Ctenocompa amphizela
- Ctenocompa amydrota
- Ctenocompa antibola
- Ctenocompa aphanodes
- Ctenocompa areata
- Ctenocompa baliodes
- Ctenocompa capnoscia
- Ctenocompa charadrias
- Ctenocompa famulk
- Ctenocompa farinosa
- Ctenocompa gongylopis
- Ctenocompa halophanta
- Ctenocompa hexaspila
- Ctenocompa holoscia
- Ctenocompa hormotris
- Ctenocompa hygropis
- Ctenocompa irrorata
- Ctenocompa liopercna
- Ctenocompa megophthalma
- Ctenocompa mesocentra
- Ctenocompa micropsycha
- Ctenocompa myriopleura
- Ctenocompa mysteris
- Ctenocompa omichlodes
- Ctenocompa ophryota
- Ctenocompa perlucescens
- Ctenocompa phthonera
- Ctenocompa ptochodoxa
- Ctenocompa punctata
- Ctenocompa pygmaea
- Ctenocompa siderarcha
- Ctenocompa sparsa
- Ctenocompa thranitis
- Ctenocompa tumescens
- Ctenocompa vafra
- Ctenocompa zascia
- Ctenocompa zygitis